# Sal Nistico
Salvatore „Sal“ Nistico (* 12. April 1940 in Syracuse (New York) als Salvatore Nistico; † 3. März 1991 in Bern) war ein Saxophonist des Modern Jazz.
Nistico startete auf dem Altsaxophon, wechselte 1956 aufs Tenor, spielte aber auch einige Zeit auf dem Baritonsaxophon. Zunächst spielte er Rhythm & Blues, 1959 war er Mitglied der Jazz Brothers von Gap und Chuck Mangione. Anschließend war er von 1962 bis 1965 Mitglied von Woody Hermans Herd, der dank seiner impulsiven Soli neue Beachtung geschenkt wurde. 1965 wurde er Mitglied der Band von Count Basie, kehrte aber mehrfach (1968–1970, 1971, 1981–1982) zu Herman zurück, um mit dessen Herd zu spielen, wie auf dem Album  Woody’s Winners zu hören mit Soli in „Northwest Passage“ und „Woody's Whistle“. Er arbeitete auch mit Chet Baker, Don Ellis, Stan Tracey und Buddy Rich. Anschließend unterrichtete er an der Berner Swiss Jazz School und spielte in Mitteleuropa mit Jimmy Woode, Benny Bailey und mit dem Quartett von Joe Haider. Kurz nach seiner Rückkehr nach den USA hatte er wieder Drogenprobleme, die zu seinem Tod beitrugen.

## Diskographie
- Comin' On Up – mit Sal Amico (tr); Barry Harris; Bob Cranshaw; Vinnie Ruggiero
- Heavyweights – mit Nat Adderley; Barry Harris (piano); Sam Jones; Walter Perkins
- East of Isar (1978) – The Sal Nistico-Benny Bailey Quintet
- Neo Nistico (Bee Hive – 1978) mit Ted Curson, Nick Brignola, Ronnie Mathews, Sam Jones, Roy Haynes
- Three Generations Of Tenor Saxophone mit Johnny Griffin und Roman Schwaller